# Gilberdyke
Gilberdyke – wieś w Anglii, w hrabstwie East Riding of Yorkshire. Leży 27 km na zachód od miasta Hull i 253 km na północ od Londynu. W 2001 miejscowość liczyła 3028 mieszkańców.